# Пежо тип 122
Пежо тип 122 (фр. Peugeot Type 122) је моторно возило произведено 1910. године од стране француског произвођача аутомобила Пежо у њиховој фабрици у Лилу. У тој години је произведено 34 јединице.
У тип 122 уграђен је четвороцилиндричан, четворотактни мотор запремине 4588 cm³ и снаге 22 КС, који је постављен напред и ланчаним преносом повезан са задњим точковима (задња вуча).
Међуосовинско растојање је 325,1 цм, а размак точкова 145 цм. Облик каросерије је произведен у две варијанте тип 112 дупли фетон са местом за четири до пет особа и тип 122А као минибус.